# W hołdzie Solidarności – Drogi do wolności
W hołdzie Solidarności – Drogi do wolności – koncertowy album zespołu Lombard wydany 13 grudnia 2008 roku.
DVD zawiera widowisko multimedialne według scenariusza oraz reżyserii Marty Cugier i Grzegorza Stróżniaka. Koncert stanowiący połączenie obrazu i dźwięku, w nowatorski sposób przedstawia historię Polski od roku 1981 do czasów obecnych. Materiał jest zapisem koncertu, który odbył się 15 grudnia 2007 r. w Górnośląskim Centrum Kultury w Katowicach. Podczas widowiska na widowni zgromadziła się śląska publiczność, wśród której nie zabrakło rodzin ofiar 9 górników poległych w Kopalni „Wujek”. W koncercie wykorzystano fragmenty wystawy „Drogi do wolności w Gdańsku” oraz fragmenty filmów archiwalnych należących do Video Studio Gdańsk i TVP.
Partnerem wydawnictwa jest Instytut Pamięci Narodowej.

## Lista utworów

### Część oficjalna
Słowo wstępne – Stanisław Płatek – Społeczny Komitet Pamięci Górników KWK „Wujek” 16.12.1981 roku
„Idą pancry na Wujek” (muz./sł. Tolek Filipkowski)
„HYMN Polski – Mazurek Dąbrowskiego” (sł. Józef Wybicki)
„PROLOG” (sł. Marcin Bochenek, czytał Zbigniew Grochal)

### Koncert
1. „Stan gotowości” (muz. Grzegorz Stróżniak / sł. Jacek Skubikowski)
2. „Kto mi zapłaci za łzy” (muz. Grzegorz Stróżniak / sł. Jacek Skubikowski)
3. „Diamentowa kula” (muz. Grzegorz Stróżniak / sł. Jacek Skubikowski)
4. „Śmierć dyskotece!” (muz. Jacek Skubikowski / sł. Marek Dutkiewicz)
5. „Nasz ostatni taniec” (muz. Grzegorz Stróżniak / sł. Leszek Piotrowiak)
6. „Droga pani z telewizji” (muz./sł. Jeckek Skubikowski)
7. „Dwa słowa, dwa światy" (muz. Grzegorz Stróżniak / sł. Małgorzata Ostrowska)
8. „Road to Freedom” (muz. Grzegorz Stróżniak / sł. Marta Cugier)
9. „I Say Stop!” (muz. Grzegorz Stróżniak / sł. Marta Cugier)
10. „Feel Like Angel” (muz. Grzegorz Stróżniak)
11. „Why?” (muz. Grzegorz Stróżniak / sł. Marta Cugier)
12. „Moja edukacja” (muz. Grzegorz Stróżniak / sł. Marta Cugier i Grzegorz Stróżniak)
13. „Szklana pogoda” (muz. Grzegorz Stróżniak / sł. Marek Dutkiewicz)
14. „Przeżyj to sam” (muz. Grzegorz Stróżniak / sł. Andrzej Sobczak)
15. „Mury” (sł. Jacek Kaczmarski)

## Muzycy
- Marta Cugier – śpiew
- Grzegorz Stróżniak – śpiew, instrumenty klawiszowe
- Daniel Patalas – gitara
- Michał Kwapisz – gitara basowa
- Mirosław Kamiński – perkusja

## Personel
- Sergiusz Supron, Mirek Wdowczyk – realizacja dźwięku, mastering
- Darek Prokop, Marcin Konieczek – realizacja świateł
- Kuba Kulej, Piotr Konopiński – realizacja multimediów
- Darek Jakubiak, Andrzej Sobczak, Szymon Felkel, Grzegorz Sadurski – wizualizacje
- Janusz Piwowarski, Marek Polaszewski, Paweł Sobczak – kamery
- Szymon Felkel – projekt graficzny